# 庄圩乡
庄圩乡，是中华人民共和国江苏省宿迁市泗阳县下辖的一个乡镇级行政单位。

## 行政区划
庄圩乡下辖以下地区：
庄圩社区、大楼村、河涯村、杨刘村、红旗村、农科村、淮河村、水庄村和王码村。

## 交通
- 新长铁路：庄圩站